# Ettore Burzi
Ettore Burzi (Budrio, 16 gennaio 1872 – Lugano, 28 marzo 1937) è stato un pittore italiano naturalizzato svizzero.

## Biografia

### Gli esordi
Burzi nasce a Budrio (BO), un piccolo paese a circa 19 km ad est di Bologna, il 16 gennaio 1872, da Giovanni possidente, di origine greca e da Carolina nata Cavalieri, casalinga, di Chioggia.
Nel biennio 1889-1891 frequenta l'Accademia d'Arte di Bologna. Si sposta, verso la fine del 1891, a Chioggia, città della madre e poi, nel 1892, si trasferisce a Venezia. Burzi rimane a Venezia per 10 anni, dal 1892 al 1902 ed abita alle Fondamenta Sant'Agnese, Sestiere di Dorsoduro, Palazzo Orio, al n. 880. Qui frequenta ancora, per 3 anni, la vicina Accademia di Belle Arti e conosce il pittore Mario de Maria (1852-1924), Marius Pictor, di Bologna pure lui, che abita alle Zattere, San Trovaso, al n. 1410 e che rimane, come lui, 10 anni a Venezia dal 1892 al 1902, dopo l'esperienza romana del movimento In arte libertas.
Da Venezia, Burzi si sposta continuamente per le sue esposizioni, in tutta Italia, Bologna, Roma, Ferrara, Forlì, Genova, Torino, Verona, Venezia, Livorno, Firenze, Milano: 1896, a Bologna, Società di Belle Arti, Francesco Francia, 1897, Esposizione a Ferrara; a Bologna, alla Società di Belle Arti, Francesco Francia; a Verona, a Torino, dove interviene per lui il critico d'arte, Ugo Ojetti; 1901, Esposizione a Roma, Amatori e Cultori di Belle Arti, dove conosce la Contessa Anna Evangelisti, la sua prima autorevole mecenate e, attraverso lei, il Presidente della Società, Pisani, che gli acquista, per i Reali d'Italia, due quadri; a Firenze, Società d'Arte; a Venezia, Esposizione Internazionale d'Arte; a Milano, La Permanente; 1902, a Bologna, Società d'Arte, Fr. Francia, dove intervengono Giulio de Frenzia nel Resto del Carlino e Ascanio Forti nel Bruscolo; e di nuovo a Milano, alla Permanente.

### Gli anni della maturità artistica
Nel 1902 Burzi si sposta in Svizzera, a Lugano-Paradiso, dove lavora sua sorella minore, Bianca, in qualità di domestica e poi, definitivamente, nel vicino sedime collinoso del Tassino, nella Villa Donzelli in Via Montarina 10, dove acquista a latere lo chalêt, Beau-site, come suo studio-atelier, di fronte all'ex-Hotel San Gottardo. Diviene attinente di Ghirone - Val Blenio, e, nel 1905, sposa Ines Antonietta Pisoni, nata Ferrari, nobile benestante, da cui, nel 1908, ha due gemelli, Massimiliano (Max) ed Ettore.
Nel 1904, espone all'Esposizione Internazionale d'Arte di Venezia; a Roma, società di Belle Arti; al Glaspalast di Monaco di Baviera; alla Permanente di Milano, dove interviene il critico, Gustavo Macchi, infine, nel 1905, è presente ancora all'Esposizione Internazionale d'Arte di Venezia.
Da Lugano, Burzi incomincia a frequentare l'arte locale, ad esporre nella Svizzera tedesca e francese ed in Germania, oltre che nella vicina Lombardia, a Milano: espone ancora, come ogni anno, a Bologna alla Società d'Arte, Francesco Francia, solo fino al 1915;
- 1907, espone a Genova, La Promotrice; 1908-1909, alla X.a Esposizione Internazionale d'Arte a Monaco di Baviera, dove interviene il Dr. Erwin Pixis;
- 1910, a Zurigo, al Mercatorium Kunst und Spiegel;
- 1911, a Roma, Società Internazionale di Belle Arti; ancora a Roma, dove si ferma per due anni, e dove espone alla mostra etnografica, Il Padiglione della Liguria;
- 1912, a Venezia, Esposizione Internazionale di Belle Arti; a Genova, Società di Belle Arti con l'intervento di Angelo Balbi; a Verona, a Milano, La Permanente; all'Exposition Nationale Suisse des Beaux Arts di Neuchâtel;
- 1913, al Salone Ticinese di Lugano;
- 1914, Esposizione di Belle Arti, a Braunschweig-Germania, con l'intervento di Phlipps e di Otto Meves; alla Landesausstellung di Berna; è presente a Brera, ad un'Esposizione Collettiva, alla quale interviene ancora Ugo Ojetti; a Basilea, alla Kunsthalle; di nuovo, alla Permanente di Milano; a Lipsia, all'Esposizione Internazionale del Libro;
- 1915, a Bologna, alla Società d'Arte, Francesco Francia; a Monaco, alla Società di Belle Arti;
- 1916, a Zurigo, al Mercatorium Kunst und Spiegel;
- 1917, al Kunsthaus di Zurigo, con l'intervento prestigioso del critico Hans Trog della Neue Zürcher Zeitung; a Zurigo, Mostra d'Arte-Pittori Ticinesi; a Forlì, Esposizione di Belle Arti; a Lugano, Esposizione Ticinese di Belle Arti;
- 1918, a San Gallo, Tonhalle-Kunstverein; a Winterthur, Kunstmuseum.

Nel 1918, Burzi riceve, per lui e i suoi figli, la cittadinanza svizzera;
- 1919, a Lugano, Mostra Collettiva Ticinese; a Ginevra, Esposizione d'Arte con l'intervento critico di N. Van Sans; a La Chaux-de-Fonds, Esposizione d'Arte con l'intervento critico di William Ritter;
- 1920, Burzi si risposa con Antonia Clara Lendi, nata Caviezel di Coira, docente di lingue straniere. Per ragioni di salute, si sposta nella Svizzera Interna, a Grindelwald, Berna; in Ticino, al Sanatorio di Ambrì-Piotta (Val Leventina), da dove raggiunge con la funicolare il piccolo villaggio di Altanca, che ritrae spesso, o alla vicina Lanzo d'Intelvi;
- 1921, espone alla Kunsthalle di Berna e ancora, a Lugano, al Cenacolo Italiano della Casa d'Italia;
- 1925, a Berlino, al Kunstmuseum, con l'intervento critico di Curt Emerich;
- 1936, a Lugano, IV.a Mostra Collettiva, alla Casa d'Italia;
- 1937, a Lugano, e, per l'ultima volta, alla V.a Mostra Collettiva;

Burzi muore, nella sua Villa Donzelli in via Montarina 10, a Lugano, alle 22 del 28 marzo 1937, di cancro ai polmoni. Viene sepolto nel cimitero della città di Lugano.

## Galleria d'immagini

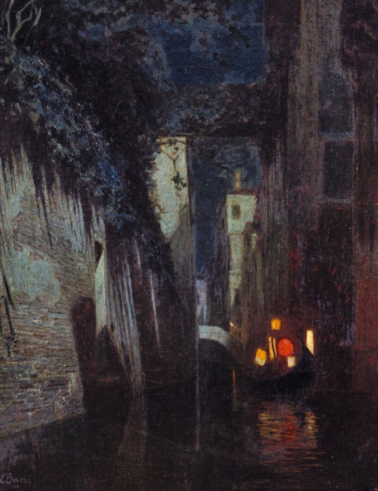
Rio degli albrizzi 1899
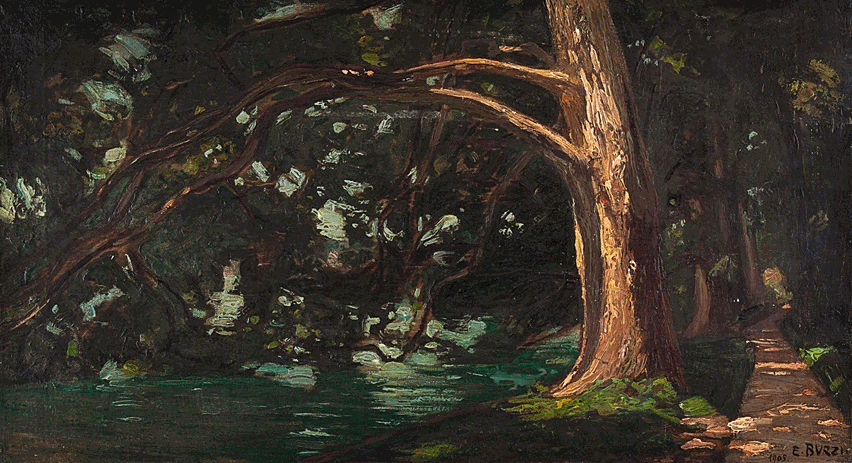
Parco Ciani 1905
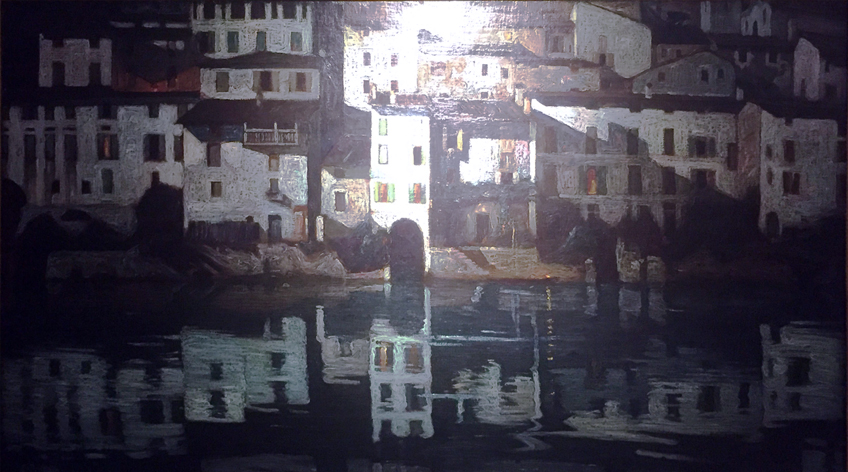
Gandria
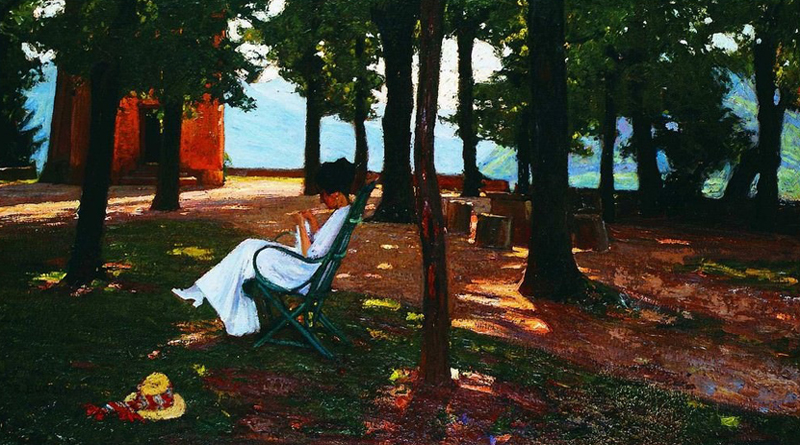
Nel Parco Tassino

## Mostra postuma
- Mostra alla Pinacoteca Züst, su www4.ti.ch. URL consultato il 5 marzo 2021 (archiviato dall'url originale il 17 gennaio 2021).